# Eri Johnson
Eriovaldo Johnson Araujo Oliveira  (Rio de Janeiro, 22 de dezembro de 1960), mais conhecido como Eri Johnson, é um ator, apresentador e comediante brasileiro.

## Carreira
O ator começou participando do programa de Carlos Imperial, na extinta Rede Tupi, disputando um concurso de dança em 1978, no qual se apresentava como "Johnson da  Tijuca", apesar de ser morador do bairro São Cristóvão. No mesmo ano estreou como um dos barmans da discoteca de Dancin' Days – o qual não chegava a ter falas –, mas foi apenas em 1986 que ganhou um papel tradicional em Hipertensão. Foi lançado por Chico Anysio na famosa Escolinha do Professor Raimundo, com o personagem Bebeto. Logo o seu talento para piadas e imitações o levou às novelas e ao cinema. Entre seus principais trabalhos, destacam-se Lulu, com o bordão "Fui!", de Barriga de Aluguel, que mais tarde seria adotado pelos personagens Giácomo Madureira, de Sonho Meu, e Valdomiro de América.
Nos anos 90 teve uma breve participação em Você Decide, onde interpretou o malandro Chico Lopes, cearense de Quixadá, no episódio "Quem matou o Rosa Branca?". Fã confesso do cantor Roberto Carlos e torcedor fanático do Vasco da Gama e do Salgueiro, além de ser muito amigo e parceiro de futevôlei do jogador Romário. Em 2015, estreou o programa Tomara que Caia, programa que mistura jogo e humor. O formato foi criado pela TV Globo e conta também com a participação dos atores Heloísa Périssé, Fabiana Karla, Marcelo Serrado, Ricardo Tozzi, Daniele Valente, Priscila Fantin e Nando Cunha.
Casou-se no dia 2 de abril de 2016 com a estudante de medicina Alice Souto, 29 anos mais nova que ele. O casamento foi celebrado pelo Padre Fábio de Melo, o relacionamento durou 1 ano e 7 meses.
Em 2017, longe das novelas há seis anos, foi convidado pela RecordTV pra atuar em Belaventura como Corinto, um Bobo da corte depressivo.
Em 2020, se tornou apresentador do programa Loterj de Prêmios, junto da ex-Globeleza Alinne Prado. O programa saiu do ar em 2021, devido a recriação do Rio de Prêmios, já que as loterias eram comandadas pela mesma empresa.
Em 2022, é contratado pela RedeTV! para apresentar o programa Bom Dia Você, ao lado de Alinne Prado. O programa estreou em 02 de maio. Em 01 de agosto, ele pediu demissão da emissora e deixou o programa, da qual saiu em 29 de julho.

## Filmografia

### Televisão
| Ano     | Título                                         | Personagem / Cargo                       | Notas                                      |
| ------- | ---------------------------------------------- | ---------------------------------------- | ------------------------------------------ |
| 1978    | Programa Carlos Imperial                       | Participante                             | Quadro: Concurso Nacional de Dança         |
| 1978    | Dancin' Days                                   | Barman do Dancin' Days                   | Figuração                                  |
| 1984    | Vereda Tropical                                | Guarda da piscina do Cantareira          |                                            |
| 1986    | Hipertensão                                    | Juca                                     |                                            |
| 1987    | Bambolê                                        | Canguru                                  |                                            |
| 1988    | Olho por Olho                                  | Casca                                    |                                            |
| 1990    | Desejo                                         | Repórter                                 | Episódio: "17 de maio"                     |
| 1990    | Barriga de Aluguel                             | Luciano Amado Telles (Lulu)              |                                            |
| 1992–94 | Escolinha do Professor Raimundo                | Bebeto                                   |                                            |
| 1992    | De Corpo e Alma                                | Reginaldo Freitas                        |                                            |
| 1993    | Sonho Meu                                      | Giácomo Madureira / Jaime Candeias de Sá |                                            |
| 1994    | Você Decide                                    | Peixoto                                  | Episódio: "A Copa do Mundo é Nossa"        |
| 1994    | Você Decide                                    | Juca                                     | Episódio: "Pressão Total"                  |
| 1994    | Você Decide                                    | Carlos                                   | Episódio: "O Pai Pródigo"                  |
| 1995    | Engraçadinha                                   | Raimundo Pessoa                          | Episódio: "12 de maio"                     |
| 1995    | Explode Coração                                | Adílson Gaivota                          |                                            |
| 1996    | Vira Lata                                      | Ralph                                    |                                            |
| 1996    | Você Decide                                    | Nestorzinho                              | Episódio: "Bígama de Brás de Pina"         |
| 1996–97 | Caça Talentos                                  | Orion                                    | Temporada 1                                |
| 1998    | Pecado Capital                                 | Marcelo Tenório (Tenorinho)              |                                            |
| 1999    | Tiro e Queda                                   | Luís Vasconcellos (Pão Doce)             |                                            |
| 2000    | Você Decide                                    | Lalau                                    | Episódio: "Um Casamento Aberto"            |
| 2000    | Ô... Coitado!                                  | Tiradentes                               | Temporada 3                                |
| 2000    | Fui: ao Vivo                                   | Apresentador                             |                                            |
| 2001    | O Clone                                        | Ligeiro (Ligeirinho)                     |                                            |
| 2002–03 | Super Show Barateiro                           | Apresentador                             |                                            |
| 2004    | Sob Nova Direção                               | Sidinelson Freitas                       | Episódio: "Seu Filho, Meu Tesouro"         |
| 2004    | A Diarista                                     | Carlos Sérgio                            | Episódio: "A Morte lhe Cai Bem"            |
| 2005    | América                                        | Waldomiro                                |                                            |
| 2006    | Cobras & Lagartos                              | Frei Paulo / Búfalo                      | Episódio: "12–30 de junho"                 |
| 2007    | Sítio do Picapau Amarelo                       | Arlindo Orlando                          | Temporada 7                                |
| 2007    | Duas Caras                                     | José Caó dos Santos (Zé da Feira)        |                                            |
| 2008    | Guerra e Paz                                   | Lampião                                  | Episódio: "Luz & Trevas"                   |
| 2008    | Casos e Acasos                                 | Miguel                                   | Episódio: "O Beijo, a Foto e o Empréstimo" |
| 2008    | Casos e Acasos                                 | Fábio                                    | Episódio: "A Dominatrix, a Venda e a Babá" |
| 2008    | Casos e Acasos                                 | Pedro                                    | Episódio: "A Volta, a Cena e as Férias"    |
| 2009    | Xuxa Especial de Natal                         | Próspero                                 | Especial de fim de ano                     |
| 2010    | Malhação ID                                    | Anselmo Colibri                          | Episódios: "13 de abril–17 de julho"       |
| 2010    | Tal Filho, Tal Pai                             | Eduardo Goldman                          | Especial de fim de ano                     |
| 2011    | Fina Estampa                                   | Honório Campos Júnior (Gigante)          |                                            |
| 2012    | Aventuras do Didi                              | Professor de dança                       | Episódio: "27 de julho"                    |
| 2014    | Saltibum                                       | Participante                             | Temporada 1                                |
| 2015    | Tomara que Caia                                | Vários personagens                       |                                            |
| 2015    | Fred & Lucy                                    | Sampaio                                  | Episódio: "O Casal Friday"                 |
| 2016    | Super Chef Celebridades                        | Participante                             | Temporada 6                                |
| 2017    | Belaventura                                    | Corinto                                  |                                            |
| 2018    | Popstar                                        | Participante                             | Temporada 2                                |
| 2019    | Topíssima                                      | Detetive Edevaldo Guedes                 |                                            |
| 2019    | O Figurante                                    | Péricles Pereira (Pequinho)              | Especial de fim de ano                     |
| 2022    | Bom Dia Você                                   | Apresentador                             |                                            |
| 2022    | Irmandade                                      | Apresentador / Repórter do "Verdade Já"  | 2ª Temporada                               |
| 2022    | Pacto Brutal - O Assassinato de Daniella Perez | Ele mesmo                                |                                            |
| 2025    | Batalha do Lip Sync                            | Participante                             | Temporada 4                                |

### Cinema
| Ano  | Título               | Personagem     |
| ---- | -------------------- | -------------- |
| 1988 | Romance da Empregada | Rapaz na praia |
| 1998 | Uma Aventura do Zico | Demetrius      |
| 2008 | Sexo com Amor?       | Pedro          |
| 2013 | Se Puder... Dirija!  | Pereira        |
| 2016 | Mar Inquieto         | Azevedo        |

## Teatro
| Ano           | Título                      | Personagem |
| ------------- | --------------------------- | ---------- |
| 2008–presente | Eri Pinta Johnson Borda     | Ele mesmo  |
| 2013–14       | Pequeno Dicionário Amoroso' | Rick       |
| 2018          | Um Casamento Feliz          | Henrique   |